# هنري إي. كوبر
هنري إي. كوبر (بالإنجليزية: Henry E. Cooper)‏ هو محامي أمريكي، ولد في 28 أغسطس 1857 في نيو ألباني في الولايات المتحدة، وتوفي في 15 مايو 1929 في لونغ بيتش في الولايات المتحدة.